# 澳大利亚绿党
澳大利亚绿党（英語：Australian Greens，簡稱綠黨）是澳大利亚的左翼环保主义政党，澳大利亚参议院第三大党。

## 背景
该党的组织方式与所有澳大利亚政党一样是由各州注册的绿党组织成联邦政党，但仍然强调决策与组织的各地方自治。

## 歷史
该党由澳大利亚东部的水利环保运动和澳大利亚西部的解除核武运动发展而来。1991年成立，1996年首次获得参议院席位，2007年澳洲大选后绿党在参议院76个席位中占有5个，是目前澳大利亚的第三大党。
澳大利亚绿党的政治理念是“社会公正”、“可持续发展”、“草根民主”和“非暴力”四项。其政治立场多在争议性问题中引起关注：
- 反对1991年海湾战争
- 反对2003年伊拉克战争
- 反对铀开采与核动力
- 倡导可再生能源
- 倡导水资源管理的可持续方法
- 支持难民權益
- 支持同性婚姻及LGBT權益
- 支持国际上的一些独立运动
- 支持澳大利亞共和運動
- 支持增加公司税
- 反对一项商品服务税（但也反对工党取消能源税中的商品服务税的提议）
- 支持大麻合法化並纳入管制

该党除了在相对进步及富有的都會区（墨尔本、格兰德勒、阿德莱德和悉尼）赢得席位，也在传统上相对保守的选区（布里斯班、库雍、科汀、温特沃斯、西金斯和本尼龙）赢得席位，但在鄉村及勞工階級獲得較少支持。
2010年澳洲聯邦大選，綠黨在參議院取得9個席位，在眾議員首次取得1個議席，綠黨其後支持工黨組建少數政府。

## 與各黨關係
由于同为左翼政党，綠黨與工黨關係尚可，支持工黨在各州組建其少數政府，在次選名單中通常支持工黨，使保守黨聯盟候選人在首輪投票中縱使領先工黨，但在多輪計票以些微多數敗給工黨，這使保守黨聯盟和綠黨關係惡劣。但在一些选民总体倾向左翼的内城区选区，绿党与工党呈竞争状态。